# Femi Kuti
Olufela Olufemi Anikulapo Kuti (16. jun 1962), poznat kao Femi Kuti, nigerijski je muzičar rođen u Londonu, a odrastao u Lagosu. Najstariji je sin pionira afrobita Fele Kutija i unuka političkog aktiviste, promotera ženskih prava i nigerijskog tradicionalnog vladara Funmiliajo Renskom Kutija.
Femi je započeo muzičku karijeru u bendu svog oca, Egypt 80. Svoj bend, Positive Force, osnovao je 1986, i ustanovio se kao umetnik nezavisan od očevog velikog legata.
Prvi album je objavio 1995. za producentsku kuću Tabu/Motaun, a četiri godine kasnije album Shoki Shoki (MCA), koji je osvojio veliko priznanje kritike. 2001. sarađivao je sa Komonom, Mos Defom i Jaguarom Rajtom na albumu Fight to Win, naporu da dopre do šire publike, i započeo turneju u Sjedinjenim Američkim Državama sa albumom Jane's Addiction.
Svoj klub The Shrine otvorio je 2004, i tamo je snimio živi album Africa Shrine. Nakon četvorogodišnjeg odsustva usled ličnih okolnosti, na scenu se vratio 2008. sa albumom Day by Day i Africa for Africa 2010, za koje je dobio dve Gremi nagrade. 2012. osvojio je najprestižniju muzičku nagradu u Nigeriji Headies Hall of Fame, bio predrgupa na evropskoj turneji Red Hot Čili Pepersa i postao ambasador Amnesti internašonala. Nastavio je da razvija svoju umetničku raznovrsnost na novom albumu (2013) No Place for My Dream. Femi Kuti je bio i sudija u trećoj sezoni velikog nigerijskog TV šou-a Nigerijski idol.

## Biografija
Rođen je u Londonu kao sin Fele i Remilekun (Remi) Ransome-Kutija, a odrastao u bivšoj nigerijskoj prestonici Lagosu. Njegova majka je napustila oca i povela Femija sa sobom. Ipak, 1977. Femi je odlučio da se vrati ocu. Počeo je da svira saksofon sa 15 godina i na kraju postao član očevog benda. Kao i njegov otac, Femi je kroz svoju karijeru pokazao ozbiljnu posvećenost socijalnim i političkim pitanjima.
Osnovao je svoj bend Positive Force kasnih ’80-ih sa Dele Sosimi (Gbedu Resurrection), bivšim klavijaturistom Fele Anikulapo Kutija. Njegova internacionalna karijera počela je 1988. kada ga je pozvao Francuski kulturni centar u Lagosu da sa Kristijanom Musetom nastupa na festivalu Festival d'Angoulême (Francuska), u klubu New Morning Club u Parizu i Moers festivalu u Nemačkoj.
Na svom albumu Fight to Win (2001) sarađivao je na brojnim američkim muzičarima, uključujući Komona, Mos Defa i Jaguara Rajta.
Femijeva majka, koja je imala uticajnu ulogu u njegovom životu, umirla je 2002. u 60. godini. Femijev sin se pojavljuje u delovima njegovim performansa, svirajući alto saksofon.
Takođe 2002, Femi je napravio rimejk očevog klasika Water No Get Enemy za kuću Red Hot & Riot, kompilacijski CD u čast Feli Kutiju, koji je izdat pod etiketama Red Hot Organization i MCA. Njegove numere su napravljene u saradnji sa hip-hop i r'n'b izvođačima Di Anđelom, Mejsi Grej, The Soultronics, Nil Rodžerskom i Rojem Hargruvom, a sav prihod od prodaje CD-a doniran je dobrotvornim organizacijama posvećenim podizanju svesti o AIDS-u i borbi protiv te bolesti.
Glas Femija Kutija korišćen je u video igrici Grand Theft Auto IV, gde je on bio voditelj radio stanice IF 99 (International Funk 99).
Na sličan način kao i kod njegovog oca, postojale su primedbe na Kutijev kriticizam u njegovoj rodnoj Nigeriji, posebno u pesmi Sorry Sorry, kao i pesmama What Will Tomorrow Bring i 97.
Femi je nominovan za nagradu Gremi četiri puta u kategoriji world music 2003, 2010, 2012 i 2013, ali je nije nikada dobio.
U decembru 2014. postignut je dogovor o saradnji između Chocolate City Music Group i Femija Kutija. Vest je preneta preko zvaničnog instagram naloga Chocolate City Music Group, kao i naloga na društvenim mrežama Audu Maikorija, nigerjiskog advokata i društvenog aktiviste.

## Aktivizam
Femi, sin afrobit pionira i političkog aktiviste Fele Kutija, nasledio je očevu revnost, kako za muziku, tako i za aktivizam. Počeo je da svira saksofon i klavijature u očevom bendu kad je imao 16 godina i skrenuo pažnju na sebe, pišući i pevajući i nakon očeve smrti. Femi ostaje sklon stvaranju muzike i pesama o političkoj korupciji, vlasti i primitivnim uslovima života zbog kojih pati većinsko stanovništvo nacije koja je bogata naftom.
Njegov album Africa for Africa naglašava loš rad vlade (posebno pesma Bad Government) kao glavni problem u Africi. Pre izbora 2011. u Nigeriji, gde je bivši predsednik Gudlak Džonatan prevladao bivšeg vojnog poglavara generala Muhammadu Buharija, Femi je poručio sunarodnicima da „nema razlike između kandidata koji se takmiče za predsedničko mesto u Nigeriji”. On je dodao da „možemo reći da se pomeramo u demokratskom procesu. A to je verovatno bolje nego ići u rat, ali je korupcija i dalje veoma bujna. Ljudi su gladni i bolesni. A vlada kontrološe medije, pa ne može biti kritična.”
Takođe je rekao da je „ovo vrlo licemerna situacija. Ljudi se mire sa tim da imaju obrok na stolu, ali ne znaju da se ostatak sveta ne muči svakog dana sa restrikcijama struje i nedostatkom vode. Nigerijci čak i ne znaju o istoriji afričkog ropstva, zato što ono nije uključeno u udžbenike.” On je ponovio iste stavove prilikom izbora 2015, objavivši remiks pesme Politics Na Big Business u saradnji sa Tuface Idiibia i Sound Sultanom.
Poznat je po pamćenju bivših afričkih lidera. Njegova pesma Make We Remember poziva narod da pamte reči njegovog oca i „crnog naroda”, koji su se borili za emancipaciju Afrike. Veoma dugo Femi je koristio muziku da inspiriše, promeni i motiviše afrički narod.

## Koncerti
22. novembra 2014, Femi Kuti je ulepšao događaj BMO zadivljujućim performansom, deleći scenu sa [[M.I Abaga|M.I] (Jude Abaga).
24. aprila 2015, Femi Kuti bio je zvezda koncerta benda 2 Kings, zajedno sa svojim bratom Seunom Kutijem. Koncert je bio značajan upravo zbog toga što su dvojica braća nastupali zajedno.
15. maja 2017. Femi Kuti je oborio svetski rekord u sviranju jedne note na saksofonu po metodu zvanom „cirkularno disanje”. Postavio je rekord od 51. minuta i 35 sekundi.

## Diskografija

### Albumi
- Femi Kuti (album) (1995, Tabu/Motaun Rekords)
- Shoki Shoki (1998, Barclay/Polygram/Fontana MCA)
- Fight to Win (2001, Barclay/Polygram/Fontana MCA/Wraase)
- Day by Day (2008, Wrasse Records)
- Africa for Africa (2010 /2011, Wrasse Records / Knitting Factory Records)
- No Place for My Dream (2013, Knitting Factory Records)
- One People One World (2018, Knitting Factory Records)

### Živi albumi
- Africa Shrine (Live CD) (2004, P-Vine)
- Live at the Shrine (Deluxe Edition DVD) + Africa Shrine (Live CD) (2005, Palm Pictures/Umvd)

### Turneje
- Le Cabaret Suavage Black Summer Festival, Paris (Afrobeat concert, 2015)
- Garforth Festival Garforth, Leeds (2015)
- The Lantern Bristol, UK 2015
- Band on the Wall Manchester, UK 2015
- Latitude Festival Suffolk UK 2015
- Larmer Tree Festival Salisbury UK 2015
- Walthamstow Garden Party, London, Lloyd Park 2015[3]

### Kolekcije
- The Best of Femi Kuti (2004, Umvd/Wraase)
- Femi Kuti The Definitive Collection (2007, Wrasse Records)

### Gostovanja na albumima drugih muzičara
- Vampires (na albumu Radio Retaliation grupe Thievery Corporation) (2008, ESL Music)
- Hope for the Hopeless (album)|Hope for the Hopeless (2008) Saradnja sa Brett Dennen
- Finding Fela (2014) dokumentarni film režiran od strane Aleksa Gibneja[15]

### Kompilacije
- Grand Theft Auto IV soundtrack (2008, IF99)

### Ostalo
- No Cause For Alarm? (1989, Polygram Records)
- M.Y.O.B. (1991, Meodie)
- Ala Jalkoum (na albumu Rachid Taha Live) (2001, Mondo Melodia)

## Videografija
| Year | Title                 | Album                  | Director | Ref    |
| ---- | --------------------- | ---------------------- | -------- | ------ |
| 2013 | The World Is Changing | No Place for my Dreams | Н/Д      | [ 16 ] |